# Vipers de Staten Island
Les Vipers de Staten Island (en anglais : Staten Island Vipers) est un ancien club américain de soccer, basé à Staten Island, un arrondissement de New York, dans l'état de New York, et fondé en 1998. Jusqu'à sa dissolution à l'issue de la saison 1999, le club évolue en A-League, la seconde division nord-américaine.

## Histoire
Les Vipers débutent dans la A-League en 1998, avec comme propriétaires l'homme d'affaires et amateur de soccer à Staten Island, Joe Manfredi et Roger Gorevic, qui déménagea sa franchise des New York Fever à Staten Island.
À l'origine, Tom Neale est le directeur général tandis que Mike Winograd est le directeur des équipes de jeunes, les deux hommes étant colocataires au Lafayette College par le passé. Neale a également été directeur général au New York Fever et au San Jose Earthquakes ainsi que présent dans l'organigramme des MetroStars, les deux équipes évoluant en Major League Soccer. Winograd, un ancien joueur professionnel et entraîneur-adjoint à l'Université de Richmond se joint aussi à l'encadrement technique.
Dès le début de la franchise, les Vipers luttent afin de trouver un terrain où évoluer, débutant au stade de la Monsignor Farrell High School, à Oakwood, avant d'être contraint de quitter la ville en raisons d'une opposition à l'échelle locale. Finalement, la formation trouve son domicile dans le stade de la Tottenville High School, à Huguenot après avoir négocié, en échange d'une rénovation de l'enceinte. De même, l'organisation des Vipers s'engage à développer la section soccer de cette école secondaire.
L'équipe est entraînée par Adrian Gaitan tandis que les couleurs des uniformes sont le bleu et le blanc, le commanditaire principal étant Toyota et Umbro est désigné comme fournisseur officiel. La mascotte des Vipers, « Hyper Viper » est un serpent vert, parfois incarné par Jay Akselrud, aussi derrière la mascotte des Yankees de Staten Island.
En 1998, l'affluence moyenne est de 1 500 spectateurs par rencontre, avec une fiche de quinze victoires, onze défaites, une victoire et une défaite aux tirs au but. En fin de saison, les Vipers terminent à la troisième place de la Northeast Division mais doivent s'incliner en quart de finale de conférence au cours des séries éliminatoires. La saison suivante, les résultats sont plus satisfaisants avec notamment 19 victoires, permettant une seconde place et une qualification pour la phase finale. Le parcours de la formation de Staten Island s'arrêtent malgré tout en demi-finale de conférence après une défaite contre les Hershey Wildcats

## Saisons
| Année | Ligue    | Niveau | Saison régulière | Séries                        | Affluence | US Open Cup     |
| ----- | -------- | ------ | ---------------- | ----------------------------- | --------- | --------------- |
| 1998  | A-League | 2      | 3e, Northeast    | Quart de finale de conférence | 1 504     | Non qualifié    |
| 1999  | A-League | 2      | 2e, Northeast    | Demi-finale de conférence     | 1 487     | Quart de finale |

## Personnel

### Joueurs notables
| - Cristian da Silva - John Diffley - Flávio Ferri | - Ernest Inneh - Danny Mueller - Marvin Oliver | - Giuliano Oliviero - Kevin Sloan - Kevin Wilson |

### Entraîneurs
- Adrian Gaitan (1998-1999)

## Stades
- Stade de la Monsignor Farrell High School de Oakland (1998)
- Stade de la Tottenville High School de Huguenot (1998–1999)